# 緊張病
緊張病（きんちょうびょう）、カタトニア、カタトニー（Catatonia）とは、精神運動の低下および昏迷状態に代表される異常行動を特徴とする状態である。1874年にドイツの医師カール・ルードヴィヒ・カールバウムにより 独: Die Katatonie oder das Spannungsirresein として報告された。
歴史的に、緊張病は統合失調症と関連付けられてきたが（カタトニア型統合失調症）、現在ではカタトニア症候群（catatonic symptoms）として非特異的であり、その他の精神障害および神経学的状態においても観察されうるとされている。DSM-5においては、緊張病は単独の疾患としては分類されていないが、統合失調症（カタトニア型）、双極性障害、PTSD、うつ病、その他の精神疾患、ナルコレプシー、 薬物乱用、抗精神薬などのオーバードーズなどにその原因が探られている。
また多くの身体的疾患、感染症（たとえば脳炎）、自己免疫疾患、神経病変（たとえば脳卒中）、代謝障害、アルコール離脱、急速なベンゾジアゼピン離脱 などからも起りうるとされる。 DSM-5では、様々な医学的状態で起こりえると記され、とりわけ脳炎、脳血管疾患、新生物、頭部外傷 といった神経学的状態が挙げられる。 さらに、ホモシスチン尿症、糖尿病性ケトアシドーシス、肝性脳症、高カルシウム血症といった代謝異常も挙げられている。
また、抗精神薬を含む処方薬に対しての副作用である可能性があり、それはlethargica脳炎および神経弛緩性悪性症候群（neuroleptic malignant syndrome）などの状態にも似ている。治療法はベンゾジアゼピンが第一選択肢となる。電気痙攣療法（ECT）も時に用いられる。ベンゾジアゼピン耐性緊張病へのNMDA受容体拮抗薬の効果に対する証拠も集まっている。 抗精神病薬はときおり使用されているが、しかし症状を悪化させ重大な副作用を引き起こす可能性があるため注意が必要である 。

## 兆候と症状
カタレプシー（不自然な状態の姿勢を緊張から維持し続ける）、あるいは非常に興奮した状態になる。

## 診断
バザーリアとイタリア精神医学について日本人が書いた著作「プシコ・ナウティカ」のなかに、次のようなあるイタリア人精神科スタッフの言葉が採録されている。『昔はカタレプシー、不自然な姿勢のまま寝ている患者さんをよく院内で見かけました。しかしマニコミオ（収容型精神病院）の廃止以降、このタイプの患者さんを見かけることがほとんどなくなりました」。この観察から、カタトニアあるいはカタレプシーも、施設病の一種かもしれないと言う見解が述べられる。